# Lambda Muscae
Lambda Muscae (λ Muscae, förkortat Lambda Mus, λ Mus) som är stjärnans Bayerbeteckning, är en ensam stjärna belägen i den nordvästra delen av stjärnbilden Flugan. Den har en skenbar magnitud på 3,63 och är synlig för blotta ögat där ljusföroreningar ej förekommer. Baserat på parallaxmätning inom Hipparcosuppdraget på 25,7 mas, beräknas den befinna sig på ett avstånd på ca 127 ljusår (ca 39 parsek) från solen.

## Egenskaper
Lambda Muscae är en blå till vit jättestjärna av spektralklass A7 III, vilket betyder att det ljus som den avger, är blåtvitt till färgen och har en temperatur som är betydligt högre än solen, som är en stjärna av spektraltyp G2. Den har även listats med spektralklass A7 V. Den har en massa som är ca 1,9 gånger större än solens massa, en radie som är ca 3,6 gånger större än solens och utsänder från dess fotosfär ca 40 gånger mera energi än solen vid en effektiv temperatur på ca 8 160 K.